# Ботень (Димбовіца)
Ботень, Ботені (рум. Boteni) — село у повіті Димбовіца в Румунії. Входить до складу комуни Концешть.
Село розташоване на відстані 44 км на північний захід від Бухареста, 31 км на південний схід від Тирговіште, 148 км на схід від Крайови, 110 км на південь від Брашова.

## Населення
За даними перепису населення 2002 року у селі проживали 1059 осіб, з них 1057 осіб (99,8%) румунів. Усі жителі села рідною мовою назвали румунську.